# 温宪
温憲（840年？—890年？），唐代詩人。是花间派词人溫庭筠之子。
早年因其父詩文好諷刺朝中政要，屢試不中，後任楊守亮之山南道从事，有詩名，與鄭谷、许棠、任涛等名列“十哲”。光启中及第，为山南从事。李巨川是温憲當時山南道的同事，李巨川曾上表为其父庭筠叫屈，鄭延昌只好命令主考官趙崇放行。龍紀元年（889年），溫憲始登李瀚榜進士及第。餘事不詳。